# 오피셜히게단디즘
오피셜히게단디즘(일본어: Official髭男dism)은 일본의 피아노 록 밴드이다. 소속 사무소는 라스트룸 뮤직 엔터테인먼트이며, 공식 팬클럽은 'BROTHERS'이다. 2018년 포니 캐년에서 메이저 데뷔했고, 애칭 및 약칭은 히게단이다.

## 구성원
후지하라 사토시 (藤原 聡)는 일본의 뮤지션, 싱어송라이터, 피아니스트, 키보디스트, 작사, 작곡가이다.
- 보컬, 키보드, 프로그래밍, 타악기, 작사, 작곡 담당.
- 신장 164cm, 혈액형 O형.
- 애칭은 '사토짱'.
- 돗토리 현립 요나고 히가시 고등학교·시마네 대학 졸업. 대학 졸업 후 시마네 은행에 취직 돗토리현에서 2년 간 영업 사원을 경험했다. 확실하게 휴식을 취할 수 있고, 토요일과 공휴일에 라이브 활동을 할 수 있었기 때문에 은행에 취직했다. 고등학교 취주(吹奏) 음악부에서 퍼커션을 담당하고 있었다. 또한, 고등학교 취주 음악부 고문은 입학 전부터 후지하라의 명성을 듣고 있었다고 한다.[2]
- 유치원 때부터 클래식 피아노를 배웠고 초,중학교 시절의 꿈은 프로 드러머였다. 보컬을 시작한 것은 이 밴드를 결성했을 때부터이다.
- 처음 간 라이브 공연은 HIGH and MIGHTY COLOR이다. 이때 보러 갔던 라이브 공연에 "밴드라는 것에 단번에 끌렸다", "말할 수 없는 감동이 있었다"고 말했다.[3]
- 고등학교 2학년 때 현지의 라이브 하우스 행사에서 당시 중학교 3학년 오자사 다이스케와 만났다.
- 자신이 작사한 《黄色い車》의 가사에 지역의 명봉·오야마가 등장하고 있다.
- 유튜버로도 활동하고 있는 카토 준이치 팬을 공언하고 있어, 그가 진행을 맡은 Web 라디오 프로그램 '니코라지'에서는 마츠우라와 함께 게스트로 출연하고 있다.
- Aiko의 열렬한 팬이다.
- 2019년 11월 22일, 일반 여성과 결혼했다.

오자사 다이스케(小笹 大輔)는 일본의 뮤지션, 기타리스트이다.
- 멤버 최연소.
- 기타, 코러스 담당.
- 신장 158cm, 혈액형 O형.
- 애칭은 '다이짱', '기타 히어로 다이스케', '세카오자'.
- 마츠에 공업 고등 전문 학교 전자 정보 시스템 공학 전공 졸업.
- 기타는 Hi-STANDARD의 카피를 계기로 하고 있는데, 그 영향을 받아 펑크· 메로 코아를 좋아하고 있다.
- 쟈니즈의 매니아이다. 과거에는 후지하라와 함께 아라시의 카피 밴드를 했다.
- 앨범 《Traveler》에 수록된 〈Rowan〉는 자신의 첫 작사·작곡을 담당했다.
- 2019년 7월 30일, 교제하고 있던 일반 여성과 결혼한 것을 발표했다.[4]

나라자키 마코토 (楢﨑 誠)는 일본의 뮤지션, 베이시스트, 색소폰 연주자이다.
- 멤버 최연장.
- 베이스, 색소폰, 신디베이스, 코러스 담당.
- 신장은 169.8cm, 혈액형은 O형.
- 애칭은 '나라짱'.
- 중학생 시절 테니스부에 소속.
- 히로시마 현립 칸나베 아사히 고등학교 졸업. 학교에서는 취주 음악부에 소속.[6]
- 음악 교사 자격증을 가지고 있으며, 임시 직원으로 시마네현 경찰 음악대에서 색소폰을 연주하고 있던 경험이 있다. 지금도 라이브에서의 정평 곡 〈サックス〉를 비롯해 수많은 곡으로 색소폰을 선보이고 있다.
- 《宿命》, 《I LOVE ...》에서는 신스를 담당.
- 음악 요소 3% 이하의 라디오 프로그램 '로지우라 기반'에서 DJ를 담당.
- 앨범 《Traveler》에 수록되어 있는 〈旅は道連れ〉는 자신의 첫 작사·작곡을 담당.
- 2020년 2월 16일, Dream 및 E-girls의 전 멤버 야마모토 사야카와 결혼했다.[7] 24일 자신이 담당하는 라디오 프로그램 '로지우라 기반'에서 소식을 알렸다.[7]

마츠우라 마사키 (松浦 匡希)는 일본의 뮤지션, 드러머이다.
- 드럼, 퍼커션, 코러스 담당.
- 신장은 178cm, 혈액형은 O형.
- 돗토리 현립 사카이 고등학교·시마네 대학 졸업.
- 애칭은 '짱마츠'.
- 오키 섬에서 자란 경험이 있다. 취미는 낚시.
- 중학생 시절 검도 초단을 받았다. 재적하고 있던 검도부에서 부장을 맡아 단체전에서는 주장을 맡았다. 중학교 2학년 때 요나고 전체에서 준우승을 차지한 경험이 있다.
- 2019년 12월 18일, 일반인 여성과의 결혼을 발표했다.

## 약력
후지하라 사토시가 대학 재학 중 같은 경음악 부 선배였던 나라자키 마코토, 후배였던 마츠우라 마사키, 학외에서 사이가 좋았던 오자사 다이스케에게 제안. 2012년 6월 7일 결성. 결성 전까지 후지하라 개인적으로 이 3명 각각과 카피 밴드를 하고 있었다.
멤버 전원이 프로듀서로서 서있는 위치에서 모두가 대등한 입장에서 의견을 내고 만나고 있었기에 리더를 따로 정하지 않았다.
2012년 제 7회 V-air 아마반 2012에 응모했지만 그랑프리 대회 출전은 이루지 못했다. 응모 곡은 『ふりだす雨、ゴキゲンな君.』
2014년 3월 2일, 제 8회 V-air 아마반 2013 그랑프리 대회에서 훌륭하게 그랑프리를 수상했다. 수상곡은 『愛なんだが・・・』
2015년 4월 22일 1st 미니 앨범 『ラブとピースは君の中』을 발표, 인디 데뷔. (이전에 출시한 자체 제작한 것은 포함되지 않는다.)
그때까지는 요나고·마츠에를 거점으로 활동하고 있었지만, 2016년 2월에 활동을 본격화하기 위해 상경.
출신지 (돗토리현 시마네시)에 대해 자주 논의 되고 있지만, 멤버는 산인 출신이라고 공언하고 있다.
2017년 최초의 악곡 제공을 실시한 (당시 모모이로 클로버 Z에서 솔로 활동을 하고 있던 아리야스 모모카에 『TRAVEL FANTASISTA』를 제공).
2018년 4월 11일에 1st 싱글 「ノーダウト」을 발표하고 포니 캐년에서 메이저 데뷔. 이 싱글은 신작 악곡에서 후지 TV계열 게츠쿠 드라마 《컨피던스 맨 JP》의 주제가로 발탁, 인디 아티스트가 "월9" 주제가에 기용된 것은 사상 최초. Billboard Japan Hot 100에서 16주 연속 차트인을 기록했다.
MTV VMAJ 2018에서 최우수 방악 신인 아티스트 비디오상 을 메이저 데뷔곡 『ノーダウト』으로 수상했다.
2018년 10월 18일 2nd EP 「Stand By You EP」를 출시하고 전국 27국의 FM / AM 방송국에서 파워 플레이를 하며 10월도 온에어 횟수 동안 1위를 획득. 타이틀 곡 『Stand By You』는 당시 논 타이업 곡이었지만 Billboard Japan Hot 100 논 타이업 정체 곡 최초의 TOP10 진입을 완수했다.
2019년 5월 15일에 2nd 싱글 「Pretender」를 발표했다. 영화 《컨피던스 맨 JP -로맨스편-》의 주제가의 신작 악곡에서 2019년 6월 3일자 오리콘 주간 스트리밍 랭킹에서 237.1만회에서 1위를 획득. 아이묭의 연속 기록을 23주에서 정지 시키는 기록을 세웠다. 이 랭킹에서 1위는 처음. 현재 32주 연속 1위를 차지했다.
2019년 7월 31일 3rd 싱글 「宿命」를 발매.
2019년 10월 10일에 메이저 첫 번째, 통산 두 번째 정규 앨범 「Traveler」를 발표했다.
2019년 11월 14일에 제 70회 NHK 홍백가합전에 첫 출장이 발표되었다.

## 밴드명의 유래
밴드의 이름은 나라자키 마코토가 붙였으며, 「어쨌든 간에 임팩트가 느껴지니까 이걸로 하면 되겠다」, 「듣자마자 느껴지는 임팩트도 있고, 한자와 로마자의 혼합은 드물기도 하니까 시각적으로도 기억하기 쉽지 않을까」란 이유였다고 한다. 또한 Official에 대해서는 「특별히 의미는 없습니다!」, 「진짜로 아무것도 없어요(웃음), 히게단(髭男)dism 만으로는 뭔가 다르지 않나라는 생각이 들었는데 Official을 붙인 게 제(나라자키) 기준에서는 아름다워 보였기 때문이예요」라고 밝혔다.  후에 「수염이 잘 어울리는 나이가 되어서도. 누구나 가슴 설레는 음악을 이 멤버 그대로 계속 하고 싶어서」라는 의미도 있다고 덧붙였다.
밴드 이름에 대해 나리자키는 후에 「사실은 장난스럽게 지은 면도 있어요. 그런데 정신 차려보니 여기까지 와버렸네요」, 「그래도 결국에는 아까 말한 대로 '수염이 잘 어울리네~'란 의미도 담을 수 있었고, 멤버 4명 모두가 지금 스타일 그대로 밴드를 계속 이어가고 싶다고 생각했기 때문에 이걸로 괜찮지 않나」라고 코멘트했다.
참고로 2020년이 된 지금까지 멤버 그 누구도 수염을 기르지 않았다. 이 때문에 인터넷 상에서는 같은 시기에 인기를 끈 KingGnu(멤버 전원이 수염을 기르고 있다)를 끌어 들여 놀리는 일이 많다.
2019년 6월에 Uta-Tube에 출연했을 때는 「(수염을 기르는 것에) 멤버 전원이 한 번 도전을 해 보았지만, 뭔가 더럽다고 생각돼서 그 이후 면도를 계속 하고 있어요」라고 코멘트 했다.

## 음반

### 싱글
|                        | 발매일             | 제목               | 규격               | 규격번호                         | 최고 순위               | 최고 순위          | 첫 수록앨범        | RIAJ인증           | RIAJ인증           |
| 오리콘                 | 발매일             | 제목               | 규격               | 규격번호                         | Billboard Japan Hot 100 | 다운로드           | 첫 수록앨범        | 스트리밍           |                    |
| 메이저 (포니 캐년)     | 메이저 (포니 캐년) | 메이저 (포니 캐년) | 메이저 (포니 캐년) | 메이저 (포니 캐년)               | 메이저 (포니 캐년)      | 메이저 (포니 캐년) | 메이저 (포니 캐년) | 메이저 (포니 캐년) | 메이저 (포니 캐년) |
| ---------------------- | ------------------ | ------------------ | ------------------ | -------------------------------- | ----------------------- | ------------------ | ------------------ | ------------------ | ------------------ |
| 1st                    | 2018년 4월 11일    | ノーダウト         | CD                 | PCCA-70529(완전 한정 생산        | 51위                    | 11위               | エスカパレード     | 플래티넘           | 플래티넘           |
| 2nd                    | 2019년 5월 15일    | Pretender          | CD+DVD             | PCCA-04784수량 한정 초회 한정반) | 9위                     | 1위                | Traveler           | 밀리언             | 플래티넘           |
| 2nd                    | 2019년 5월 15일    | Pretender          | CD                 | PCCA-04785(통산반)               | 9위                     | 1위                | Traveler           | 밀리언             | 플래티넘           |
| 3rd                    | 2019년 7월 31일    | 宿命               | CD                 | PCCA-70544                       | 15위                    | 3위                | Traveler           | 2플래티넘          | 플래티넘           |
| 4th                    | 2020년 2월 12일    | I LOVE...          | CD                 | PCCA-70549                       | 5위                     | 1위                | Editorial          | 밀리언             | 플래티넘           |
| 메이저 (IRORI Records) |                    |                    |                    |                                  |                         |                    |                    |                    |                    |
| 5th                    | 2021년 2월 24일    | Universe           | CD                 | PCCA-70553                       | 3위                     | 4위                | Editorial          | TBA                | 골드               |
| 5th                    | 2021년 2월 24일    | Universe           | CD+Live DVD        | PCCA-06011                       | 3위                     | 4위                | Editorial          | TBA                | 골드               |
| 5th                    | 2021년 2월 24일    | Universe           | CD+Live Blu-ray    | PCCA-06010                       | 3위                     | 4위                | Editorial          | TBA                | 골드               |

### 디지털 싱글
|                                   | 전달 발매일                       | 제목                              | 규격                              | 규격 번호                         | Billboard Japan최고 순위          | Billboard Japan최고 순위          | Billboard Japan최고 순위          | RIAJ인증                          | RIAJ인증                          | 수록앨범                          |                                   |
| Hot 100                           | 전달 발매일                       | 제목                              | 규격                              | 규격 번호                         | DL                                | ST                                | DL                                | ST                                |                                   | 수록앨범                          |                                   |
| 인디 (라스트룸 뮤직 엔터테인먼트) | 인디 (라스트룸 뮤직 엔터테인먼트) | 인디 (라스트룸 뮤직 엔터테인먼트) | 인디 (라스트룸 뮤직 엔터테인먼트) | 인디 (라스트룸 뮤직 엔터테인먼트) | 인디 (라스트룸 뮤직 엔터테인먼트) | 인디 (라스트룸 뮤직 엔터테인먼트) | 인디 (라스트룸 뮤직 엔터테인먼트) | 인디 (라스트룸 뮤직 엔터테인먼트) | 인디 (라스트룸 뮤직 엔터테인먼트) | 인디 (라스트룸 뮤직 엔터테인먼트) | 인디 (라스트룸 뮤직 엔터테인먼트) |
| --------------------------------- | --------------------------------- | --------------------------------- | --------------------------------- | --------------------------------- | --------------------------------- | --------------------------------- | --------------------------------- | --------------------------------- | --------------------------------- | --------------------------------- | --------------------------------- |
| 1st                               | 2017년 7월 21일                   | Tell Me Baby/ブラザーズ           | 디지털 다운로드                   | LACH-0005                         | -                                 | -                                 | -                                 | -                                 | -                                 | エスカパレード                    |                                   |
| 메이저 (포니 캐년)                |                                   |                                   |                                   |                                   |                                   |                                   |                                   |                                   |                                   |                                   |                                   |
| 2nd                               | 2018년 8월 6일                    | バッドフォーミー                  | 디지털 다운로드                   | PCSP-02455                        | 93위                              | 83위                              | 23위                              | -                                 | 골드                              | Traveler                          |                                   |
| 3rd                               | 2020년 4월 10일                   | パラボラ                          | 디지털 다운로드                   | PCSP-02998                        | 6위                               | 1위                               | 5위                               | 골드                              | 골드                              | Editorial                         |                                   |
| 4th                               | 2020년 7월 10일                   | Laughter                          | 디지털 다운로드                   | PCSP-02999                        | 10위                              | 4위                               | 8위                               | 골드                              | 플래티넘                          | Editorial                         |                                   |
| 메이저 (IRORI Records)            |                                   |                                   |                                   |                                   |                                   |                                   |                                   |                                   |                                   |                                   |                                   |
| 5th                               | 2021년 5월 7일                    | Cry Baby                          | 디지털 다운로드                   | PCSP-03508                        | 4위                               | 2위                               | 3위                               | -                                 | 플래티넘                          | Editorial                         |                                   |
| 6th                               | 2022년 1월 7일                    | Anarchy                           | 디지털 다운로드                   |                                   |                                   |                                   |                                   |                                   |                                   |                                   |                                   |

#### 콜라보레이션 싱글
| # | 2015년 2월 11일 | 恋の最chu!/不器用な二人で | CD | BUCA-1038 | 권외 | 미수록 |

### EP
|                                   | 발매일                            | 제목                              | 규격                              | 규격번호                                         | 오리콘                            | Billbord Japan Hot 100            | 첫수록 앨범                       |
| 인디 (라스트룸 뮤직 엔터테인먼트) | 인디 (라스트룸 뮤직 엔터테인먼트) | 인디 (라스트룸 뮤직 엔터테인먼트) | 인디 (라스트룸 뮤직 엔터테인먼트) | 인디 (라스트룸 뮤직 엔터테인먼트)                | 인디 (라스트룸 뮤직 엔터테인먼트) | 인디 (라스트룸 뮤직 엔터테인먼트) | 인디 (라스트룸 뮤직 엔터테인먼트) |
| --------------------------------- | --------------------------------- | --------------------------------- | --------------------------------- | ------------------------------------------------ | --------------------------------- | --------------------------------- | --------------------------------- |
| 1st                               | 2016년 11월 2일                   | What's Going On?                  | CD+GOODS                          | LASCD-0074（초회 한정「비밀결사 매의발톱단」반） | 108위                             |                                   |                                   |
| 1st                               | 2016년 11월 2일                   | What's Going On?                  | CD+DVD                            | LASCD-0075（통상반）                             | 108위                             |                                   |                                   |
| 메이저 (포니 캐년)                |                                   |                                   |                                   |                                                  |                                   |                                   |                                   |
| 2nd                               | 2018년 10월 17일                  | Stand By You EP                   | CD+DVD                            | PCCA-04716（초회 한정반）                        | 17위                              | 10위                              | Traveler                          |
| 2nd                               | 2018년 10월 17일                  | Stand By You EP                   | CD                                | PCCA-04717（통상반）                             | 17위                              | 10위                              | Traveler                          |
| メジャー（IRORI Records）         |                                   |                                   |                                   |                                                  |                                   |                                   |                                   |
| 3rd                               | 2020년 8월 5일                    | HELLO EP                          | CD+DVD                            | PCCA-04960                                       | 2위                               | 2위                               |                                   |
| 3rd                               | 2020년 8월 5일                    | HELLO EP                          | CD                                | PCCA-04961                                       | 2위                               | 2위                               |                                   |

#### 전달 한정 EP
|     | 발매일           | 제목 | 규격            | 규격번호  | 수록작품       | 오리콘 |
| --- | ---------------- | ---- | --------------- | --------- | -------------- | ------ |
| 1st | 2017년 10월 13일 | LADY | 디지털 다운로드 | LACH-0006 | エスカパレード | -      |

### 미니 앨범
|     | 발매일          | 제목                 | 규격    | 규격번호               | 오리콘 |
| --- | --------------- | -------------------- | ------- | ---------------------- | ------ |
| 1st | 2015년 4월 22일 | ラブとピースは君の中 | CD      | LACD-0251              | 231위  |
| 2nd | 2016년 6월 15일 | MAN IN THE MIRROR    | CD      | LACD-0276              | 136위  |
| 3rd | 2017년 4월 19일 | レポート             | CD+상품 | LACD-0284(초회 한정반) | 81위   |
| 3rd | 2017년 4월 19일 | レポート             | CD      | LACD-0285(통상반)      | 81위   |

### 정규 앨범
|                                   | 발매일                            | 제목                              | 규격                              | 규격번호                          | 오리콘                            |
| 인디 (라스트룸 뮤직 엔터테인먼트) | 인디 (라스트룸 뮤직 엔터테인먼트) | 인디 (라스트룸 뮤직 엔터테인먼트) | 인디 (라스트룸 뮤직 엔터테인먼트) | 인디 (라스트룸 뮤직 엔터테인먼트) | 인디 (라스트룸 뮤직 엔터테인먼트) |
| --------------------------------- | --------------------------------- | --------------------------------- | --------------------------------- | --------------------------------- | --------------------------------- |
| 1st                               | 2018년 4월 11일                   | エスカパレード                    | CD+DVD                            | LACD-0292(초회 한정반)            | 15위                              |
| 1st                               | 2018년 4월 11일                   | エスカパレード                    | CD                                | LACD-0293(통상반)                 | 15위                              |
| 메이저 (포니 캐년)                |                                   |                                   |                                   |                                   |                                   |
| 2nd                               | 2019년 10월 9일                   | Traveler                          | CD+Blu-ray                        | PCCA-04820(초회 한정반)           | 1위                               |
| 2nd                               | 2019년 10월 9일                   | Traveler                          | CD+DVD                            | PCCA-04821(초회 한정반)           | 1위                               |
| 2nd                               | 2019년 10월 9일                   | Traveler                          | CD                                | PCCA-04822(통상반)                | 1위                               |
| 메이저 (IRORI Records)            |                                   |                                   |                                   |                                   |                                   |
| 3rd                               | 2021년 8월 18일                   | Editorial                         | CD+Blu-ray                        | PCCA-06055(초회 한정반)           | 1위                               |
| 3rd                               | 2021년 8월 18일                   | Editorial                         | CD+DVD                            | PCCA-06056(초회 한정반)           | 1위                               |
| 3rd                               | 2021년 8월 18일                   | Editorial                         | CD                                | PCCA-06057(통상반)                | 1위                               |

### 디지털 앨범
|                    | 발매일             | 제목                    | 규격               | 규격번호           | 오리콘             |
| 메이저 (포니 캐년) | 메이저 (포니 캐년) | 메이저 (포니 캐년)      | 메이저 (포니 캐년) | 메이저 (포니 캐년) | 메이저 (포니 캐년) |
| ------------------ | ------------------ | ----------------------- | ------------------ | ------------------ | ------------------ |
| 1st                | 2020년 6월 26일    | Traveler-Instrumentals- | 디지털 다운로드    | PCSP-03059         | 16위               |

### 라이브 앨범
|     | 발매일          | 제목                                                | 규격         | 규격번호 | 오리콘 |
| --- | --------------- | --------------------------------------------------- | ------------ | -------- | ------ |
| 1st | 2020년 2월 12일 | HIGEDAN LIVE AT NIPPON BUDOKAN                      | CD(2장 세트) |          | 10위   |
| 2nd | 2021년 8월 18일 | Official髭男dism ONLINE LIVE 2020 -Arena Travelers- | 전달         |          |        |

### 영상 작품
|     | 발매일          | 제목                                       | 규격                              | 규격번호 | 오리콘 |
| --- | --------------- | ------------------------------------------ | --------------------------------- | -------- | ------ |
| -   | 2019년 6월 22일 | Official髭男dism LIVE COLLECTION 2016-2018 | DVD / Blu-ray                     |          |        |
| 1st | 2020년 2월 12일 | HIGEDAN LIVE AT NIPPON BUDOKAN             | DVD(2장 세트) / Blu-ray(1장 세트) |          | 2위    |

### 렌탈 한정 앨범
|         | 발매일           | 제목                                 | 규격    | 규격번호    | 오리콘  |
| TSUTAYA | TSUTAYA          | TSUTAYA                              | TSUTAYA | TSUTAYA     | TSUTAYA |
| ------- | ---------------- | ------------------------------------ | ------- | ----------- | ------- |
| 1st     | 2019년 10월 26일 | TSUTAYA RENTAL SELECTION 2015 - 2018 | CD      | 렌탈 한정반 |         |

### 악곡 제공
| 제목                | 규격 | 비고 |
| ------------------- | ---- | --- |
| TRAVEL FANTASISTA   | CD   | 2017년 10월 11일에 발매 한 아마네 마리나의 1st 앨범 「ココロノオト」 수록곡. 작사·작곡은 후지하라가 편곡은 Official髭男dism가 담당했다. |
| FAKE ME FAKE ME OUT | CD   | 2019년 4월 24일에 발매한 Da-iCE 의 16th 싱글 「FAKE ME FAKE ME OUT」 수록곡. 작사·작곡을 후지하라가 담당했다.                           |
| Break it down       | CD   | 2019년 12월 18일에 발매한 스즈키 아이리의 2nd 앨범 「i」수록곡. 작사·작곡은 후지하라가 편곡은 Official髭男dism가 담당했다.              |

### 참여 곡
| 연도   | 제목                            | 규격          | 비고                                                                                 |
| ------ | ------------------------------- | ------------- | ------------------------------------------------------------------------------------ |
| 2018년 | care                            | CD            | 이노우에 요스이의 악곡. 후지하라가 키보드에서 연주 참가.                             |
| 2019년 | ROOFTOPS feat. Satoshi Fujihara | 디지털 싱글   | 츠타야 코이치의 솔로 프로젝트. 후지하라만 참가.                                      |
| 2019년 | メロンソーダ                    | CD(렌탈 한정) | FM802 × TSUTAYA ACCESS! 캠페인의 2019년 캠페인 송. Radio Darlings로 후지하라만 참가. |

### 미발매 곡 기타
- 『ふり出す雨、ゴキゲンな君』 (자체 제작 1st 싱글 타이틀곡)

- 『小春日和』 (자체 제작 1st 싱글 커플링곡)

- 『テディの心情描写』 (자체 제작 2nd 싱글 「愛なんだが...」 커플링곡)

- 『ゴミ箱彼女』 (자체 제작 3nd 싱글 「SWEET TWEET」 커플링곡)

- 『夏模様の猫』 (자체 제작 미니 앨범의 1번 트랙에 수록)

- 『笑顔の待つ場所』 - 「MAN IN THE MIRROR」의 iTunes 앨범 예약 특전으로 전달되었다.

- 『明け方のゲッタウェイ』 - 영상 작품 「Official 髭男 dism one-man tour 2019 @ 일본 무도관」에 수록 되었지만, 음원은 아직 발표되지 않았다.

- 『ザ・ラム・タム・タガー』 - 후지하라가 일본어 더빙에 참여한 영화 《캣츠》의 삽입곡 (일본어 더빙판)

### 프로모션 비디오
| 연도   | 유튜브                               | 감독                                                                 | 비고                                                     |
| ------ | ------------------------------------ | -------------------------------------------------------------------- | -------------------------------------------------------- |
| 2015년 | SWEET TWEET                          | 타무라 케이스케                                                      |                                                          |
| 2015년 | 愛なんだが・・・                     | 타무라 케이스케                                                      |                                                          |
| 2015년 | 恋の前ならえ                         |                                                                      |                                                          |
| 2015년 | 始発が導く幸福論                     |                                                                      |                                                          |
| 2016년 | コーヒーとシロップ                   | 타무라 케이스케                                                      | 출연: 오가와 안                                          |
| 2016년 | What's Going On ?                    |                                                                      |                                                          |
| 2017년 | 夕暮れ沿い                           | 이노우에 츠요시                                                      | YouTube Music Foundry                                    |
| 2017년 | 異端なスター                         | 이노우에 츠요시                                                      | YouTube Music Foundry                                    |
| 2017년 | 犬かキャットかで死ぬまで喧嘩しよう！ | 카토 마사토                                                          |                                                          |
| 2017년 | Tell Me Baby                         | 타무라 케이스케                                                      |                                                          |
| 2017년 | ブラザーズ                           | 타무라 케이스케                                                      |                                                          |
| 2017년 | LADY                                 | 타무라 케이스케                                                      |                                                          |
| 2018년 | ノーダウト                           | 카토 마사토                                                          | 「MTV VMAJ 2018」최우수 방악 신인 아티스트 비디오상 수상 |
| 2018년 | Re:PLAYLIST                          | 타무라 케이스케                                                      | 특전 구보 캠페인 연동 영상                               |
| 2018년 | Stand By You                         | Takuto Shimpo (SEP,inc.)                                             |                                                          |
| 2018년 | FIRE GROUND                          | Takuto Shimpo (SEP,inc.)                                             |                                                          |
| 2018년 | Stand By You (Acoustic ver.)         | Toshiyuki Nakamoto (Nouvelle Médias) Kazuya Minari (Nouvelle Médias) |                                                          |
| 2019년 | Pretender                            | Takuto Shimpo (SEP,inc.)                                             | 2억회 재생 돌파 (Billboard JAPAN 최초)                   |
| 2019년 | Pretender (Acoustic ver.)            | Yoshiaki Muto                                                        |                                                          |
| 2019년 | 宿命                                 | Takuto Shimpo (SEP,inc.)                                             |                                                          |
| 2019년 | 宿命 (Brass Band ver.)               | Takuro Okubo                                                         | 전국의 고교생 87명과 공동 출연                           |
| 2019년 | イエスタデイ                         | Hidenobu Tanabe                                                      |                                                          |
| 2019년 | ビンテージ                           | 오쿠보 타쿠로                                                        |                                                          |
| 2020년 | I LOVE...                            | Takuto Shimpo (SEP,inc.)                                             |                                                          |
| 2020년 | パラボラ                             | Takuto Shimpo (SEP,inc.)                                             |                                                          |
| 2020년 | Laughter                             | Takuto Shimpo (SEP,inc.)                                             | 출연: 후지타 에밀리, Lilly                               |
| 2020년 | HELLO                                | CHIE MORIMOTO(goen°）                                                |                                                          |
| 2021년 | Universe                             | Takuto Shimpo                                                        |                                                          |
| 2021년 | Cry Baby                             | Takuto Shimpo                                                        |                                                          |
| 2021년 | アポトーシス                         | Takuto Shimpo (SEP,inc.)                                             |                                                          |
| 2021년 | Bedroom Talk                         | NAGI (Illustrator)                                                   | Lyric Video                                              |
| 2021년 | ペンディング・マシーン               | Takuto Shimpo                                                        |                                                          |
| 2022년 | Anarchy                              | Takuto Shimpo                                                        |                                                          |

### 타이업
| 기용연도 | 곡명                                 | 타이업                                                                                              |
| -------- | ------------------------------------ | --------------------------------------------------------------------------------------------------- |
| 2015년   | 恋の前ならえ                         | 삿포로 대학 CM송                                                                                    |
| 2016년   | What's Going On?                     | 『매의 발톱단의 SHIROZEME in 국보마쓰에 성 2016』 응원송                                            |
| 2016년   | 黄色い車                             | LINE LIVE전달 애니메이션 《비밀결사 매의 발톱》 주제가                                              |
| 2016년   | 笑顔の待つ場所 (미발매곡)            | 산인 중앙 TV 45주년 기념송                                                                          |
| 2017년   | Driver                               | 나고야 TV 아침 정보 프로그램 《데루사타》 테마송                                                    |
| 2017년   | 犬かキャットかで死ぬまで喧嘩しよう！ | 히로시마 조가쿠인 대학 CM 송                                                                        |
| 2017년   | SWEET TWEET                          | 시네마 대학 Promotion Video                                                                         |
| 2018년   | ノーダウト                           | 후지 TV계열 게츠쿠 드라마 《컨피던스 맨 JP》 주제가                                                 |
| 2018년   | ESCAPADE                             | 노틀담 세이신 여자 대학 CM송                                                                        |
| 2018년   | バッドフォーミー                     | TV 오사카·BS TV 도쿄 심야 드라마 J 《굿바이》 주제가                                                |
| 2018년   | FIRE GROUND                          | 텔레비전 애니메이션 《히노마루 스모》 오프닝 테마                                                   |
| 2018년   | Stand By You                         | Apple Music CM 송                                                                                   |
| 2019년   | Pretender                            | 영화 《컨피던스 맨 JP -로맨스편-》 주제가                                                           |
| 2019년   | 宿命                                 | 2019 ABC 여름의 고교 야구 응원송 《열투 갑자원》 테마송                                             |
| 2019년   | イエスタデイ                         | 장편 애니메이션 영화 《HELLO WORLD》 주제가                                                         |
| 2019년   | ビンテージ                           | 후지 TV계열 《아이노리：African Journey》 주제가                                                    |
| 2019년   | 旅は道連れ                           | 스즈키 《스위프트》『드라이브 아버지 딸』 CM송                                                      |
| 2019년   | 115万キロのフィルム                  | 로옴주식회사《electric landscape》 CM송                                                             |
| 2020년   | I LOVE...                            | TBS계열 《화요드라마「사랑은 계속될 거야 어디까지나》 주제가 Apple Music CM송                       |
| 2020년   | 最後の恋煩い                         | 간사이·후지 TV계열 스페셜 드라마 《U-NEXT presents 스페셜 드라마 앞으로 3번, 그대를 만나다》 주제가 |
| 2020년   | Hello                                | 후지 TV계열 《메자마시 TV》 테마송                                                                  |
| 2020년   | パラボラ                             | 아사히 음료 《칼피스 워터》 CM송                                                                    |
| 2020년   | Laughter                             | 영화 《컨피던스 맨 JP -프린세스편-》 주제가                                                         |
| 2020년   | 115万キロのフィルム                  | 영화 《사랑하고 사랑받고 차고 차이고》 주제가                                                       |
| 2021년   | Cry Baby                             | 텔레비전 애니메이션 《도쿄 리벤저스》 오프닝 테마                                                   |
| 2021년   | パラボラ'                            | 방과후 칼피스 Presents Web 드라마 〈모든 사랑은 짝사랑부터 시작하는 것 같다〉 주제가                |
| 2021년   | アポトーシス                         | Apple Music CM 송                                                                                   |
| 2021년   | フィラメント                         | 후지 TV계열 《후지쯔 Japan 스포츠 스페셜 제33회 이즈모 전일본 대학 선발 역전》                      |
| 2021년   | 115万キロのフィルム                  | 로옴주식회사 〈Electronics for the Future 편〉 CM 송                                                |
| 2022년   | Anarchy                              | 영화 《컨피던스 맨 JP -영웅편-》 주제가                                                             |
| 2022년   | Universe                             | 영화 《도라에몽 노비타의 우주소전쟁 2021》 주제가                                                   |

### 라이브 투어
| 일정                               | 분류                      | 제목                                                                               | 장소·비고 |
| ---------------------------------- | ------------------------- | ---------------------------------------------------------------------------------- | --- |
| 2016년 4월 19일                    | 단발 공연                 | 「Official Showcase Live」                                                         | 1회장 1공연 |
| 2016년 6월 11일                    | 해외 공연                 | 「윤종신 Curated 04 미스틱 오픈런 〈히게단〉」                                     | 1회장 1공연 2016년 6월 11일 대한민국 서울, 현대카드 UNDERSTAGE에서 열린 단독 공연 |
| 2016년 7월 16일 ~ 8월 6일          | 콘서트 투어               | 「Official髭男dism THE DAILY MIRROR tour 2016」                                    | 4회장 4공연 히게단의 첫 라이브 투어 2016년 6월 15일 발매의 2nd 미니 앨범 『MAN IN THE MIRROR』 중심의 구성 투맨 게스트 : Qaijff (오사카 공연) 코알라 모드 (아이치 공연) 아라카와 켄타우로스 (도쿄 공연) 마지막 날 시마네 공연은 단독 출연 |
| 2016년 11월 20일 ~ 11월 26일       | 콘서트 투어               | Official髭男dism one-man tour 2016                                                 | 3회장 3공연 2016년 11월 2일 발매 1st EP 「What 's Going On?」 수록곡 중심의 2016년 두 번째 라이브 하우스 투어 (단독 공연) |
| 2017년 2월 18일 ~ 3월 4일          | 어쿠스틱 투어             | 「히게단 서밋17'」                                                                 | 3회장 3공연 착석 관람에 의한 어쿠스틱 라이브 투어 (발매 이전 3rd 미니 앨범 『レポート』의 완성보고회와 시청회도 실시) |
| 2017년 5월 5일                     | 단발 공연                 | 「레드 비어드 위기 일발!」                                                         | 1회장 1공연 붉은 공원과 투맨 라이브 (어린이 날 개최를 위해 16세 이하 대상의 무료 초대 범위 및 대상 CD의 장소에서 구매자에게 종연 후에 사인회 참가 자격 특전)                                                                              |
| 2017년 6월 9일 ~ 7월 14일          | 콘서트 투어               | 「Official髭男dism one-man tour 2017 -summer-」                                    | 5회장 5공연 2017년 4월 19일 발매의 3rd 미니 앨범 『レポート』 수록곡을 중심으로 구성된 라이브 하우스 투어 |
| 2017년 11월 3일 ~ 12월 8일         | 콘서트 투어               | 「Official髭男dism one-man tour 2017 -winter-」                                    | 8회장 8공연 2017년 두 번째 라이브 하우스 투어 |
| 2018년 5월 2일 ~ 7월 5일           | 콘서트 투어               | 「Official髭男dism one-man tour 2018」                                             | 13회장 14공연 2018년 4월 11일 발매의 첫 정규 앨범 『エスカパレード』 수록곡을 중심으로 구성된 콘서트 투어 (회장에서 대상 상품 ¥ 8000 이상 구매자에게 종연 후 「빅 잠옷 T 셔츠 (XXL 사이즈) 전달 모임」 참가 특전도)                       |
| 2018년 10월 13일                   | 단발 공연                 | 「HIGEDAN acoustic one-man live 2018 -Autumn-」                                    | 1회장 1공연 공연이 끝난 후 팬 교류회 「MEET & GREET」 추첨 당첨자만 참가 자격 (팬클럽 회원 한편 추첨 당첨자) |
| 2018년 12월 20일 ~ 12월 25일       | 팬클럽 투어               | 「Official髭男dism Fan Club Tour Vol.1~Hey BROTHERS！거룩한 밤에 What's Up Live~」 | 3회장 3공연 팬클럽 출범 이후 최초의 팬클럽 회원 한정 투어 |
| 2018년 11월 7일 ~ 2019년 2월 2일   | 콘서트 투어               | 「Official髭男dism one-man tour 18/19」                                            | 21회장 24공연 종연 후 「MEET & GREET」 참가 자격 (팬클럽 회원 한정의 추첨 당첨자 |
| 2019년 3월 2일 ~ 3월 17일          | ２맨 라이브 투어          | 「Official髭男dism two-man live 2019」                                             | 3/2 신키바 STUDIO COAST (도쿄도) w/THE BAWDIES 3/17 남바 Hatch (오사카부) w/프레드릭 |
| 2019년 6월 22일 ~ 7월 22일         | 콘서트 투어               | 「Official髭男dism one-man tour 2019」                                             | 7회장 8공연 2019년에 열린 콘서트 투어 (팬클럽의 주사위 게임 우승자 및 회장 추첨 당첨자가 끝난 직후 팬 교류회 「MEET & GREET」에 참여 |
| 2019년 10월 26일 ~ 2020년 2월 11일 | 콘서트 투어               | 「Official髭男dism Tour 19/20 - Hall Travelers -」                                 | 24회장 29공연 메이저 첫 앨범 「Traveler」에 담긴 악곡을 중심으로 구성된 홀 투어 (드러머 마츠우라 마사키가 독감 발병으로 인해 요나고·구라시키의 2공연은 대체 공연)                                                                         |
| 2020년 4월 4일 ~ 8월 2일           | 콘서트 투어               | 「Official髭男dism Tour 2020 - Arena Travelers -」                                 | 11회장 22공연 메이저 첫 앨범 「Traveler」 발매 후 첫 아레나 투어 (신종 코로나 바이러스 유행에 따라 홋카이도, 오사카, 후쿠오카 공연이 연기. 또한 전체 공연의 대체 일정은 2021년 예정)                                                      |
| 2020년 9월 26일                    | 온라인 라이브             | 「Official 髭男 dism ONLINE LIVE 2020 - Arena Travelers -」                        | 9/26 도쿄 가든 극장 (도쿄도) ※온라인 배포 |
| 2021년 4월 18일                    | 팬클럽 투어 온라인 라이브 | Official髭男dism FC Tour Vol.2 - The Blooming Universe ONLINE -                    | 4/18 우라야스 마이 스튜디오(지바현) ※온라인 전달 |
| 2021년 6월 23일 ~ 24일             | 온라인 라이브             | Official髭男dism Road to 「one - man tour 2021-2022 (仮)」                         | 1회장 3공연 |
| 2021년 8월 28일                    | 온라인 무료 라이브        | Official髭男dism『Editorial』발매기념 ONLINE FREE LIVE                             | Major 2nd Album『Editorial』의 발매를 기념한 YouTube에서 무료 온라인 라이브 |
| 2021년 9월 4일 ~ 2022년 4월 17일   | 콘서트 투어               | Official髭男dism one - man tour 2021-2022 - Editorial -                            | 19회장 47공연 2020년 개최 예정이었던 「Official髭男dism Tour 2020 – Arena Travelers -」의 대체 공연을 포함한 2021년 발매의 메이저 2nd 앨범 「Editorial」을 중심으로 한 2021년 및 2022년 아레나 투어.                                      |

## 출연 작품

### 텔레비전
- 특집 프로그램 「髭男 “히게단” 고향에」 (2019년 4월 5일, NHK 종합 중국 지방용 (돗토리현·시마네현·오카야마현·야마구치현 ·히로시마현)) - 내레이션 : 카와다 유미
- Official 髭男 dism special~영원한 Traveler~ (2019년 12월 8일 ~ 순차적으로 전국 온에어)
- 산음 스페셜 「“히게단” 홍백에~산음의 꿈을 싣고~」 (2020년 1월 24일, NHK 종합, 산음 (돗토리현·시마네현) 용) - 내레이션 : FROGMAN
- SONGS 「Official髭男dism」 (2020년 8월 22일, NHK 종합)
- 도라에몽 「TV 토리모치」(2021년 1월 16일, TV 아사히) - 본인 역 (목소리의 출연)
- 마츠코 회의 (2021년 8월 14일, 8월 28일, NTV)

### NHK 홍백가합전출전
| 연도   | 방송회 | 횟수 | 곡명      | 비고        |
| ------ | ------ | ---- | --------- | ----------- |
| 2019년 | 제70회 | 첫   | Pretender | 홍백 첫출전 |
| 2020년 | 제71회 | 2    | I LOVE... |             |

### 영화
- 캣츠 (2020년 1월 24일 공개) - 후지하라 사토시·럼 텀 터거 역(제이슨 더룰로 분) (일본어판 더빙)

### 인터넷 방송
- 니코라지 (2016년 11월 7일, niconico) - 후지하라 사토시·마츠우라 마사키 참여

### 라디오
- RADIO DRAGON-NEXT- 「오늘은 히게투나이토」 (TOKYO FM, 2017년 5월) - 1개월 한정으로 레귤러 코너를 담당.
- MUSIC FREAKS (FM802 2018년 10월 7일 ~ 2019년 9월 22일) - 후지하라 사토시 격주 담당.
- 나라자키 마코토의 로지우라 베이스 (FM FUJI, 2019년 4월 1일 ~ ) - 나라자키 마코토
- RADIO ∞ INFINITY (FM802, 2018년 4월 5일 ~ ) - 히구치 오오에 DJ가 대신 나서 오프닝 징글을 담당.
- SCHOOL OF LOCK! 내 「히게단 LOCKS!」(JFN 38국, 2020년 4월 1일 ~ )
- ROCK KIDS 802 내 (FM802, 2020년 7월) - 오자사 다이스케. 목요일 1 코너 담당
- 오늘은 하루 “히게단” 삼미 (NHK FM, 2021년 2월 21일) - 8시간에 걸친 특별 프로그램
- LANTERN JAM TIMES (FM802, 2021년 4월 11일 ~ )

### 광고(CM)
- Apple Music (2018년·2020년·2021년) - 2018년은 『Stand By You』의 MV가 사용 2020년은 멤버가 출연해, 『I LOVE ...』를 연주, 2021년은 『アポトーシス』 음원만 사용되고 있다.

## 수상 경력
| 연도   | 수상                                  | 수상                                                  |
| ------ | ------------------------------------- | ----------------------------------------------------- |
| 2018년 | MTV VMAJ 2018                         | 최우수 방악 신인 아티스트 비디오상 『ノーダウト』     |
| 2019년 | MTV VMAJ 2019                         | 특별상：Song of the Year 『Pretender』                |
| 2019년 | LINE NEWS Presents NEWS AWARDS 2019   | 아티스트부문 「Official髭男dism」                     |
| 2020년 | 제34회 일본 골드 디스크 대상          | 앨범상：베스트 5 앨범 『Traveler』                    |
| 2020년 | 제34회 일본 골드 디스크 대상          | 배달 음악상 : 베스트 5 송 바이 다운로드 『Pretender』 |
| 2020년 | 제34회 일본 골드 디스크 대상          | 특별상 「Official髭男dism」                           |
| 2020년 | 제12회 CD 숍 대상 2020                | 대상(赤)『Traveler』                                  |
| 2020년 | SPACE SHOWER MUSIC AWARDS 2020        | SONG OF THE YEAR 『Pretender』                        |
| 2020년 | 제104회 더 텔레비전 드라마 아카데미상 | 드라마 주제가상 「I LOVE...」                         |
| 2020년 | 제104회 도쿄 드라마 어워드 2020       | 주제가상 「I LOVE...」                                |
| 2020년 | MTV VMAJ 2020                         | 최우수방악그룹 비디오상 「I LOVE...」                 |
| 2020년 | Mnet 아시안 뮤직 어워드 2020          | 베스트 아시안 아티스트 재팬상                         |
| 2020년 | Yahoo! 검색 대상 2020                 | 뮤지션 부문상                                         |
| 2021년 | SPACE SHOWER MUSIC AWARDS 2021        | ARTIST OF THE YEAR                                    |
| 2021년 | SPACE SHOWER MUSIC AWARDS 2021        | BEST POP ARTIST                                       |
| 2021년 | 제35회 일본 골드 디스크 대상          | 송 오브 더 이어 바이 다운로드 [방악] 「I LOVE...」    |
| 2021년 | 제35회 일본 골드 디스크 대상          | 다운로드(방악 부문) 「I LOVE...」                     |
| 2021년 | 제35회 일본 골드 디스크 대상          | 스트리밍(방악 부문) 「I LOVE...」                     |
| 2021년 | 제35회 일본 골드 디스크 대상          | 베스트 5 송 바이 스트리밍 「I LOVE...」               |
| 2021년 | MTV VMAJ 2021                         | 최우수 뮤직비디오상 「Cry Baby」                      |
| 2021년 | MTV VMAJ 2021                         | 최우수 방악그룹 비디오상 「Cry Baby」                 |
| 2021년 | MTV VMAJ 2021                         | 최우수 앨범상 「Editorial」                           |
| 2021년 | J-WAVE SPECIAL MUSIC FUN! AWARD 2021  | 최우수 작곡상 「Cry Baby」                            |
| 2021년 | 제3회 Apple Music Awards              | 리저널 아티스트 오브 더 이어 (일본)                   |

### 내용주
1. ↑  오자사는 마츠에 공업 고등전문학교이다.
2. ↑  후지와라와 오자사는 다른 밴드에서 대밴했을 때 서로 「Children Of Bodom」이라는 메탈 밴드를 좋아한다고 알고 의기투합했다.
3. ↑  오리콘 디지털 차트 출범 이전에 집계 없음
4. ↑  5th 싱글 〈Universe〉의 DVD/Blu-Ray에도 수록되어 있다.

### 참조주
1. ↑  “히게단 데뷔 1년 만에 벌써 “무도관”, 보컬 후지하라 사토시 「같은」”. 《스포니치 Sponichi Annex》. 2019년 7월 9일. 2019년 7월 13일에 확인함.
2. ↑  히게단의 홍백 첫 출전에 요나고 두근 두근 일본해 신문 2019년 12월 17일자
3. ↑  “Official髭男dism 후지하라 사토시 (Vo & Pf)이 처음으로 간 라이브는? 「밴드라는 것에 단번에 끌렸다」는 그 날”. 2020년 2월 18일에 확인함.
4. ↑  “Official髭男dism의 오자사 다이스케, 일반 여성과 결혼 「음악의 길로 나아가는 때도 가장 먼저 지지해 준 분」”. 오리콘. 2019년 7월 30일. 2019년 8월 14일에 확인함.
5. ↑  “스카파라 야나카, Official髭男dism과 라이브 하우스에서 분위기 「M 스테에서  만나자!」”. 니코니코뉴스. 2018년 11월 30일. 2019년 10월 26일에 확인함.
6. ↑  “히게단 고등학교 야구 선수 응원! 「열투 코시엔」테마 송 발탁”. 주니치 스포츠. 2019년 6월 3일. 2019년 10월 26일에 원본 문서에서 보존된 문서. 2019년 10월 26일에 확인함.
7. 1 2  “히게단·나라자키가 원 E-Girls 야마모토 사야카씨와 결혼!  1년 미만 멤버 전원이 기혼자에”. 《SANSPO.COM》 (산케이 디지털). 2020년 2월 24일에 확인함.
8. ↑  LINE 사정이나 멤버 사랑을 밝힌다! Official 髭男 dism 인터뷰 보관됨 2020-02-14 - 웨이백 머신 LINE 공식 블로그. 2019년 10월 17일자
9. ↑  “월9 사상 최초, 인디 아티스트가 주제가 4인조 밴드 「Official 髭男 dism」”. 오리콘. 2018년 3월 19일. 2019년 10월 28일에 확인함.
10. ↑  LINE 사정이나 멤버 사랑을 밝힌다!  Official髭男dism 인터뷰 보관됨 2020-02-14 - 웨이백 머신 LINE 공식 블로그, 2019년 10월 17일자
11. ↑  “히게단 메이저 1년에 첫 무도관 자신 최대 홀 투어 발표”. 《ORICON NEWS》. 2019년 7월 8일. 2019년 7월 13일에 확인함.
12. 1 2  “Official髭男dism 「宿命」에 실어 여름의 고교 야구 100회 대회의 명장면을 되돌아 본다!”. 《더 텔레비젼》. 2019년 7월 9일. 2019년 7월 13일에 확인함.
13. ↑  “HELLO WORLD 「SAO」 이토 토모히코 감독의 최신작 주제가는 3곡 OKAMOTO'S, Official髭男dism, Nulbarich가 다루는”. 《MANTANWEB》 (MANTAN). 2019년 7월 16일. 2019년 7월 16일에 확인함.
14. ↑  “Apple Music의 신작 CM, Official髭男dism이 등장”. 《iPhone mania》 (iPhone mania). 2020년 3월 6일. 2020년 3월 7일에 확인함.
15. ↑  “『도쿄  리벤저스』제2탄 키 비주얼로 타케미치와 도쿄 만지회의 간부 멤버가 집결. OP 주제가는 히게단이 담당”. 《Anime Recorder》. 소셜 인포. 2021년 3월 12일. 2022년 6월 27일에 원본 문서에서 보존된 문서. 2021년 3월 12일에 확인함.
16. ↑  “짝사랑” 그리는 「방과 후 칼피스」 웹드라마 시동, 주제가는 히게단의 “パラボラ”
17. ↑  “세계를 움직이는 작은 반도체의 세계를 표현한 새로운 CM을 공개! 악곡은 Official 오피셜히게단디즘의 「115万キロのフィルム」을 계속 채용. 12월 24일(금)부터 온에어 개시”. 《보도 자료 뉴스 발매 공유 No.1｜PR TIMES》. 2021년 12월 23일에 확인함.
18. ↑  “「영화 도라에몽 신작」은 「도라에몽 노비타의 우주소전쟁 2021」, 주제가는 히게단”. 《음악 나탈리》 (나타샤). 2020년 11월 16일. 2020년 11월 16일에 확인함.
19. ↑  "BROTHERS호로 둘러싼!one-man tour 2019"
20. ↑  “Official髭男dism 공식 홈페이지 -「MTV VMAJ 2019」 올해의 노래상 ”Song of the Year” 수상”. 「Official髭男dism」 정보. 2019년 8월 18일에 원본 문서에서 보존된 문서. 2019년 8월 6일에 확인함.
21. ↑  “히게단 전환점의 1년 이야기 화제 곡 속속에서 「매우 창의적인 한해에」”. 《ORICON NEWS》. 오리콘. 2019년 12월 26일에 확인함.
22. ↑  “최우수 작품상은 『사랑 계속』!  『주간 더 텔레비전』 제104회 드라마 아카데미상 발표 (2020년 5월 20일)”. 《에키사이토 뉴스》 (일본어). 2020년 9월 4일에 확인함.[깨진 링크(과거 내용 찾기)]
23. ↑  “히게단 「I LOVE…」가 「도쿄 드라마 어워드」로 주제가상으로”. 《음악 나탈리》. 2020년 10월 29일. 2020년 11월 8일에 확인함.
24. ↑  “「MTV VMAJ 2020」각 부문의 수상 작품 발표! 스페셜 이벤트는 11월 방송! | MTV Japan”. 《www.mtvjapan.com》. 2020년 10월 30일. 2020년 11월 8일에 확인함.
25. ↑  “Official 髭男dism 「2020 MAMA」로 베스트 아시안 아티스트 재팬상 수상…SNS로 감사를 전한다”. 《Kstyle》. 2020년 12월 7일. 2020년 12월 8일에 확인함.
26. ↑  “「Yahoo! 검색 대상 2020」발표 NiziU, Official 髭男 dism 등 수상”. 《Real Sound｜리얼 사운드》. 2020년 12월 9일. 2020년 12월 8일에 확인함.
27. 1 2  “히게단 「스페셜 어워드」 최우수 아티스트로 요네즈 켄시와 후지이 카제 등 수상”. 《음악 나탈리》. 2021년 3월 9일. 2021년 3월 10일에 확인함.
28. ↑  “송 오브 더 이어 바이 다운로드 (방악 부문)”. 《일본 골드 디스크 대상》. 2021년 3월 15일에 확인함.
29. ↑  “송 오브 더 이어 바이 스트리밍 (방악 부문)”. 《일본 골드 디스크 대상》. 2021년 3월 15일에 확인함.
30. 1 2  “Official髭男dism「I LOVE…」신설 스트리밍상에서 4관 <제35회 일본 골드디스크 대상> - 모델 프레스”. 《모델 프레스 - 라이프 스타일 패션 엔터 메뉴》 (일본어). 2021년 3월 15일. 2021년 12월 3일에 확인함.
31. ↑  “Official髭男dism「VMAJ」에서 최우수 뮤직비디오상을 포함한 3관 달성 (동영상 있음)”. 《음악 나탈리》 (일본어). 2021년 11월 25일. 2021년 12월 3일에 확인함.
32. 1 2  “「MTV VMAJ 2021」호시노 겐, BTS, NiziU, BE:FIRST, 미레파×Belle, 랑펠로, YOASOBI 등 수상”. 《음악 나탈리》 (일본어). 2021년 10월 29일. 2021년 10월 29일에 확인함.
33. ↑  “아티스트나 음악 크리에이터 약 50명이 선택한 「대단해!」악곡을 표창하는 「J-WAVE SPECIAL MUSIC FUN! AWARD 2021」수상 악곡이 결정!”. 《보도 자료·뉴스 출시 배달 공유 No.1 - PR TIMES》. 2021년 11월 24일. 2021년 12월 3일에 확인함.
34. ↑  “Apple, 「제3회 Apple Music Awards」 발표”. 《ITmedia NEWS》 (일본어). 2021년 12월 2일. 2021년 12월 3일에 확인함.